# Antoine Gérard
Antoine Gérard (Remiremont, 15 giugno 1995) è un combinatista nordico francese.

## Biografia
Gérard, originario di Ventron, in Coppa del Mondo ha esordito il 19 dicembre 2015 a Ramsau am Dachstein, senza completare la gara, e ha ottenuto il primo podio il 2 dicembre 2017 a Lillehammer (3°).
In carriera ha preso parte a cinque edizioni dei Campionati mondiali (4º nella gara a squadre a Planica 2023 il miglior piazzamento). Ai XXIII Giochi olimpici invernali di Pyeongchang 2018, sua prima presenza olimpica, si è classificato 26º nel trampolino normale, 32º nel trampolino lungo e 5º nella gara a squadre; ai XXIV Giochi olimpici invernali di Pechino 2022 si è piazzato 14º nel trampolino lungo, 5º nella gara a squadre ed è stato squalificato nel trampolino normale.

## Palmarès

### Coppa del Mondo
- Miglior piazzamento in classifica generale: 26º nel 2019 e nel 2020
- 1 podio (a squadre):
  - 1 terzo posto